# منطقة خالية من الإشعاعات النووية
منطقة خالية من الأسلحة النووية هي منطقة تُحظر الأسلحة النووية ومحطات الطاقة النووية فيها. ترتبط التداعيات الخاصة بها بالمناطق المعنية.
لا تتطرق المناطق الخالية من الأسلحة النووية عادة للأدوية المشعة المُستخدمة في الطب النووي ولا تحظرها وإن كان العديد منها ينتج في المفاعلات النووية. لا تحظر كذلك التقنيات النووية الأخرى كالمسرع الدوراني المُستخدم في فيزياء الجسيمات.
أعلنت عدة سلطات فرعية وطنية في جميع أنحاء العالم أنها «خالية من الأسلحة النووية». بيد أن هذه التسمية غالبًا ما تكون رمزية، فغالبًا ما تُحدَّد السياسة النووية وتُنظّم على صعيد أعلى من الحكومة، ويمكن للأسلحة النووية ومكوناتها أن تعبر مناطق خالية من الأسلحة النووية عن طريق النقل العسكري دون علم أو موافقة السلطات المحلية التي أعلنت عن مناطقها خالية من الأسلحة النووية.
في عام 1980، أصبحت بالاو أول دولة خالية من الأسلحة النووية، وأصبحت نيوزيلندا أول دولة حليفة للغرب تشرع في إنشاء منطقة وطنية خالية من الأسلحة النووية بالتخلي الفعلي عن إستراتيجية الردع النووي.

## المنطقة الخالية من الأسلحة النووية حسب المناطق الجغرافية

### أنتارتيكا
اعتبارًا من عام 1961، حظر نظام معاهدة أنتاركتيكا النشاط العسكري في القارة، وأوقف المطالبات الإقليمية. زوّد مفاعل نووي محطة ماكموردو بالكهرباء، وهي محطة خضعت لإدارة الولايات المتحدة في إقليم أنتاركتيكا النيوزيلندي في الفترة من 1962 إلى 1972.

### أستراليا
سنّت العديد من مناطق الحكم المحلي الأسترالي تشريعات مناهضة للأسلحة النووية، ومن أبرز هذه الدول بريزبان، عاصمة كوينزلاند، التي أصبحت خالية من الأسلحة النووية منذ عام 1983، ومجلسا جنوب سيدني وشماله. غير أن اعتماد مثل هذه التشريعات غالبًا ما يُعتبر مجرد تدبير رمزي. تتبع معظم المجالس التي سنت تشريعات لمكافحة الأسلحة النووية إلى منظمة الأمانة الأسترالية للمناطق الخالية من الأسلحة النووية والصناعات السامة والتي تتألف من 44 مجلسًا عضوًا.

### النمسا
النمسا منطقة خالية من الأسلحة النووية، أُنشئت محطة للطاقة النووية خلال سبعينيات القرن العشرين في زوينتندورف بالنمسا، إلّا أنّه جرى منع تشغيلها عن طريق التصويت الشعبي في عام 1978. تُستخدم محطة الطاقة المكتملة موقعًا لإطلاق النار أثناء تصوير الأفلام. في 9 يوليو 1997، صوت البرلمان النمساوي بالإجماع لصالح الحفاظ على سياسة البلد المناهضة للأسلحة النووية.
من المفارقات أن مقر الوكالة الدولية للطاقة الذرية يقع في فيينا، وتحتفظ الوكالة بمختبرات نووية في كل من فيينا وسيبرسدورف. وضعت الوكالة كذلك برامج لمساعدة مشاريع الطاقة النووية في الدول النامية.
يتسبب موقف النمسا المناهض للأسلحة النووية بحدوث توتر مع الدول النووية المجاورة. تقع فيينا على مقربة من المفاعل التشيكي في تيميلين، ويجري بناء أربعة مفاعلات في سلوفاكيا المجاورة واثنين في هنغاريا المجاورة.

### كندا
تُعتبر فانكوفر مدينة خالية من الأسلحة النووية، بالإضافة إلى مدن فيكتوريا وكولومبيا البريطانية. تسبب ذلك بحدوث مشكلات بسبب وقوع المنازل في مدينة إسكيمالت بالقرب من قاعدة القوات الكندية، وهي القاعدة البحرية في المحيط الهادئ في كندا، والتي تستخدمها البحرية الأمريكية على نحو متكرر. ترسل الولايات المتحدة سفنًا أو حاملات طائرات محملة بالأسلحة النووية إلى قاعدة القوات الكندية باستمرار. نتيجة لذلك، يتعين على السفن أن ترسوا خارج حدود المدينة كي لا تنتهك قوانين المدينة. لا تحد هذه السياسة من العمليات التي تجري في تريومف، وهو المختبر الوطني الكندي لفيزياء المواد النووية والجسيمات في جامعة كولومبيا البريطانية بفانكوفر. تحظر مقاطعة كولومبيا البريطانية تخصيب اليورانيوم كذلك، فضلًا عن إنشاء محطات للطاقة النووية ضمن حدودها الإقليمية.
تشتمل المناطق الخالية من الأسلحة النووية كذلك على نانيامو إي في وكولومبيا البريطانية، وكيتيمات في كولومبيا البريطانية، ورد دير في ألبرتا، وريجاينا في ساسكاتشوان.

### الاتحاد السوفيتي السابق

#### آسيا الوسطى
وقّعت جميع دول آسيا الوسطى على معاهدة عدم انتشار الأسلحة النووية ووقعت على معاهدة إنشاء منطقة خالية من الأسلحة النووية في آسيا الوسطى. نتيجة لذلك، لا توجد تقنيات لصنع الأسلحة أو لإثراء الجسيمات، إلّا أنّه جرى إعادة العمل بمثل هذه المبادرات في طاجيكستان خلال فترة حكم الاتحاد السوفيتي، وجرى تفكيك المرافق ونقلها إلى الاتحاد الروسي في أعقاب انهيار الاتحاد. دخلت المعاهدة حيز النفاذ في 21 مارس 2009.

#### إستونيا
عقب انفصال إستونيا عن الاتحاد السوفيتي في أوائل تسعينيات القرن العشرين، أصبحت إستونيا دولة خالية من الأسلحة النووية. جرى إزالة المفاعلين النوويين البريين المتواجدين في مركز تدريب الغواصات النووية التابع للبحرية السوفيتية في بالديسكي عندما تخلت روسيا عن السيطرة على مرافق المفاعل النووي في سبتمبر 1995. لا تمتلك إستونيا أي محطات للطاقة النووية على أراضيها.